# 陶允宜
陶允宜（1550年—？），字懋中，號蘭亭，浙江紹興府會稽縣人，民籍，明朝政治人物。

## 生平
隆慶四年（1570年）庚午科浙江鄉試第五名，萬曆二年（1574年）甲戌科會試第八名，登二甲第三十四名進士。授刑部主事，謫通州同知，万历十年（1582年）升常州府同知、改黄州府同知、升南京刑部员外郎。升郎中，出为广信府知府。
著有《鏡心堂集》十六卷。

## 家族
曾祖陶諧，曾任兵部左侍郎階兵部尚書 諡莊敬 進階資德大夫正治上卿；祖父陶師賢，曾任鴻臚寺主簿 封翰林院編修 累贈通議大夫吏部右侍郎兼翰林院侍讀學士；父陶大臨，曾任吏部右侍郎兼翰林院侍讀學士 贈禮部尚書 諡文僖。母章氏（封淑人）。慈侍下。兄陶允光（貢士）、陶允淳（尚寶司司丞）、陶允俊（监生）、允端、允傑、允濟（监生）。弟允嘉、允亮、允彦。